# Pacto de Panamá

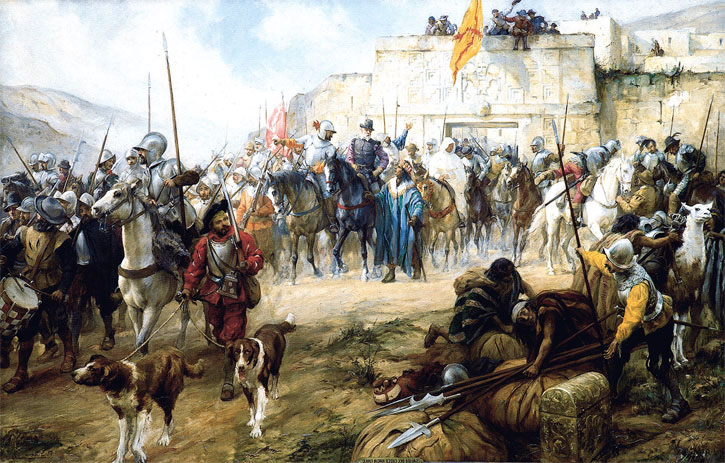
Expedición de Almagro a Chile" Pintura de Fray Pedro Subercaseaux.

Se conoce con el nombre de Pacto de Panamá al acuerdo firmado el 10 de marzo de 1526 entre Francisco Pizarro, Diego de Almagro y Hernando de Luque, por el que quedaba constituida la llamada Compañía de Levante.

## Historia
-El pacto se produce con motivo de afianzar la resolución de los tres de llevar a cabo la empresa de conquistar el Perú, tras haber fracasado una primera expedición en 1524, que solo tuvo como réditos aumentar las cicatrices de Pizarro, dejar tuerto a Almagro y el empobrecimiento de los tres socios. El pacto se firma tras la obtención de la licencia, gracias a las gestiones de Luque, el dinero de Gaspar de Espinosa y después de haber entregado 1000 castellanos de oro a Pedro Arias Dávila (Pedrarias), gobernador de Tierra Firme y otorgador de la licencia, quien a cambio de la mencionada suma se desvinculaba de la empresa.
El acuerdo dejaba constancia de que el clérigo Hernando de Luque aportaba 20.000 castellanos de oro para los gastos de la expedición. Este dinero provenía en realidad de Gaspar de Espinosa, socio capitalista de los tres en la primera expedición y responsable del procesamiento y decapitación de Núñez de Balboa. Pizarro y Almagro, desposeídos de capital tras la primera aventura, aportaban sus personas y el aver de hacer dicha conquista. Asimismo, se comprometían a dividir todo lo hallado entre los tres. Según la tradición, el pacto se formalizó ante Dios y ante los hombres en una misa celebrada por el propio Luque en la que los tres socios comulgaron con un trozo de la misma hostia.
La Compañía de Levante fue un prototipo de empresa privada en la conquista de América, una especie de sociedad anónima cuyo capital aportaban Luque y Espinosa en su mayoría, pero también múltiples colonos y comerciantes que habían decidido invertir sus ahorros en la empresa. Las funciones de los socios quedaban perfectamente delimitadas. A Pizarro le correspondía el mando de la expedición. Era el jefe militar y a él había que atribuir la iniciativa del proyecto. Almagro , en cambio, sería el encargado de las comunicaciones y la logística, intendencia y reclutamiento. Luque, por su parte, era la cara pública de la empresa. A él le atañían las funciones de captación de capital y obtención de cobertura legal y protección política.
El Pacto de Panamá fue la escritura de constitución de la Compañía de Levante, empresa con un único objetivo: la conquista de las tierras continentales del sur, del imperio del Perú, sólo conocido entonces por habladurías y leyendas...